# Яленніс Кастільйо
Яленніс Кастільйо  (ісп. Yalennis Castillo, 21 травня 1986) — кубинська дзюдоїстка, олімпійська медалістка.

## Виступи на Олімпіадах
| Олімпіада  | Дисципліна           | Місце |
| ---------- | -------------------- | ----- |
| Пекін 2008 | напівважка категорія | 2     |
| Ріо 2016   | напівважка категорія | 5     |